# Hein Riess
Hein Riess, auch Hein Rieß, (* 11. September 1913 in Chemnitz; † 31. August 1993 in Hamburg) war ein deutscher Schauspieler und Hamburger Volkssänger.

## Leben und Wirken
Riess stammte aus Hamburg-Eilbek, aus der Eilenau; er war ursprünglich Seemann. Bereits im Alter von 13 Jahren hatte er als Schiffsjunge auf einem Schiff angeheuert. Er spielte in den 1960er Jahren einige Rollen in teilweise internationalen Kinofilmen. Auch war er in Deutschland in einigen Fernsehproduktionen zu sehen. Dabei verkörperte er den Rollentypus des hanseatischen Komikers. Als seinen ersten Filmauftritt führt die Filmdatenbank IMDb den Musikfilm Heimweh nach St. Pauli (1963). Riess spielte dort, an der Seite von Freddy Quinn, den Seemann Kuddel. Im Rüdel-Verlag erschienen in den 1960er Jahren Autogrammkarten und Fotokarten von Hein Riess. Neben Freddy Quinn spielte er ab der Spielzeit 1966/1967 am Hamburger Operettenhaus auch in der Bühnenfassung des Musicals Heimweh nach St. Pauli von Lotar Olias; er übernahm dort die Rolle des Jan. Diese Inszenierung wurde auch für das Fernsehen aufgezeichnet und im April 1967 im ZDF ausgestrahlt. Auf der Bühne trat er 1971 im Hamburger St. Pauli Theater in dem Theaterstück Krach im Hinterhaus (mit Christa Siems als Partnerin) auf.
Riess war auch als Schlagersänger tätig. Er betätigte sich hauptsächlich als Sänger von Seemannsliedern. Er trat in den 1950er Jahren u. a. in dem bekannten Varieté Astoria in Bremen auf. Er wurde bei Schlagerauftritten u. a. als der „singende Maat“ oder der „beliebte Sänger von der Waterkant“ angekündigt. 1960 veröffentlichte er seine Single Keine Frau ist so schön wie die Freiheit. 1963 erschien bei Polydor seine Single mit den Titeln Die Story von der «blassen Mary» und Auch ein Seemann schenkt dir Rosen. Im Juni 1963 war er neben Lale Andersen, Heidi Kabel und Richard Germer als Sänger zu Gast in der ARD-Unterhaltungsshow Haifischbar. Riess sang u. a. auch gemeinsam mit dem Kinderchor „Die Elbspatzen“. Die Musikaufnahmen wurden als LP unter dem Titel Nimm uns mit Kapitän auf die Reise veröffentlicht. Aufnahmen der Lieder Rolling Home und Einmal nach Bombay wurden in Form von Kompilationen auch auf anderen LPs veröffentlicht.
Überregionale Bekanntheit erlangte Riess vor allem durch die Darstellung von Reichsmarschall Hermann Göring in dem Kriegsfilm Luftschlacht um England (1969). Der ehemalige Luftwaffenoffizier und Jagdflieger Adolf Galland, der Göring selbst gekannt hatte, und als technischer Berater am Film mitwirkte, war von Riess’ Darstellung begeistert; Riess entspreche in Habitus und sogar in der Stimme genau Hermann Göring. In zeitgenössischen Filmkritiken wurde jedoch auch die Verzeichnung der Figur Hermanns Görings im Film kritisiert; Riess habe mit ihm „nur die Leibesfülle“ gemeinsam.
Außerdem hatte er in den Jahren 1989 und 1991 zwei kleine Episodenrollen in der ARD-Krimiserie Großstadtrevier. 
Riess starb kurz vor seinem 80. Geburtstag im Eilbeker Krankenhaus an Herzversagen. Er wurde anonym auf dem Friedhof Ohlsdorf im Urnenhain bei Kapelle 2 beigesetzt.

## Filmografie (Auswahl)
- 1963: Heimweh nach St. Pauli
- 1967: Pension Clausewitz
- 1967: Heimweh nach St. Pauli (Fernsehfilm, Theateraufzeichnung)
- 1969: Luftschlacht um England (Battle of Britain)
- 1971: Krach im Hinterhaus (Theateraufzeichnung)
- 1989–1991: Großstadtrevier (Fernsehserie, 2 Episoden)